# Malakichthys mochizuki
Malakichthys mochizuki är en fiskart som beskrevs av Yusuke Yamanoue och Keiichi Matsuura 2002. Malakichthys mochizuki ingår i släktet Malakichthys och familjen Acropomatidae. Inga underarter finns listade i Catalogue of Life.